# Okterakt

Okterakt

V geometrii je okterakt osmirozměrnou analogií krychle, jde tedy o speciální variantu nadkrychle pro d=8.

## Objem a obsah okteraktu
Tyto vzorce uvádějí obsah okteraktu a jeho k-rozměrné povrchy.
V=a8
S7D=16 a7
S6D=112 a6
S5D=448 a5
S4D=1120 a4
S3D=1792 a3
S2D=1792 a2
S1D=1024 a